# 吉井川
吉井川（よしいがわ）は、岡山県の東部を流れる吉井川水系の本流で一級河川である。旭川、高梁川と並び岡山三大河川の一つとされている。

## 概要
苫田郡鏡野町上齋原の三国山に源を発し南流。津山市市街地を東へ流れた後再び南流。和気郡和気町で南西流へと転じ、岡山市東部で児島湾に注ぐ。
かつては備前国・美作国において吉井川にて郡の境界が設けられていた。

## 名称
現在の河川名は、現在の岡山市北東部に位置する吉井地区に由来する。なお、現在は赤磐市となっている赤磐郡吉井町は戦後の町村合併により1954年（昭和29年）に誕生したもので、町名は吉井川に由来する。
かつて吉井川は、沿岸の地名に由来して「周匝川（すさいがわ）」「福岡川（ふくおかがわ）」「和気川（わけがわ）」「津山川（つやまがわ）」「奥津川（おくつがわ）」「雄神川（おかみがわ）」などとも呼ばれていた。

## 流域の自治体
岡山県
苫田郡鏡野町、津山市、久米郡美咲町、赤磐市、和気郡和気町、備前市、瀬戸内市、岡山市東区

## 主な支流
市名は流域の自治体。
- 香々美川：鏡野町
- 加茂川：津山市
- 皿川：津山市
- 吉野川：美作市
- 八塔寺川

## 水害
- 1590年　水害により著名な刀工一派である備前長船派が壊滅
- 1621年　水害により津山周辺の川筋が南へ変わる。
- 1673年5月　水害により堤防の決壊、端の流失が相次ぐ
- 1680年5月　水害により氾濫
- 1712年7月　増水。吉井にて増水位3.3m
- 1745年6月　水害により旭川とともに氾濫。死者2名、家屋流出200戸。
- 1785年7月　増水による氾濫。
- 1789年　増水による氾濫。邑久郡福井村長船町の堤防が決壊。
- 1871年5月　増水により各地で氾濫。津山市では、河原町、伏見町、材木町が浸水。長船町では堤防が決壊して邑久郡一帯が浸水。
- 1892年7月　台風により氾濫。
- 1912年7月10日　岡山県東北部で集中豪雨。雄川橋、永安橋が流失。
- 1934年9月20日　室戸台風による氾濫
- 1943年7月 集中豪雨により上流域で氾濫[3]。
- 1945年9月17日　枕崎台風による氾濫。以後、1947年までに3度の決壊を繰り返す。1947年12月に県下に昭和天皇の戦後巡幸があった際には視察先に加えられた[4]。
- 1963年7月10日　英田郡、勝田郡一帯で集中豪雨による氾濫
- 1979年10月19日　台風20号により氾濫。死者・行方不明者4名。

## 生態系
主にアユモドキ（固有種）、スイゲンゼニタナゴなどの淡水魚が生息している。

## 主な利水施設（支流域を含む）
- 恩原ダム（岡山県苫田郡鏡野町）
- 苫田ダム（岡山県苫田郡鏡野町久田下原）
- 香々美ダム（岡山県苫田郡鏡野町鏡野町越畑）
- 黒木ダム（岡山県津山市加茂町黒木）
- 津川ダム（岡山県津山市奥津川/津山市加茂町下津川）

## 流域の観光地
- 奥津温泉（岡山県苫田郡鏡野町奥津）
- 湯郷温泉（岡山県美作市湯郷、吉野川沿岸）

## 並行する交通

### 鉄道

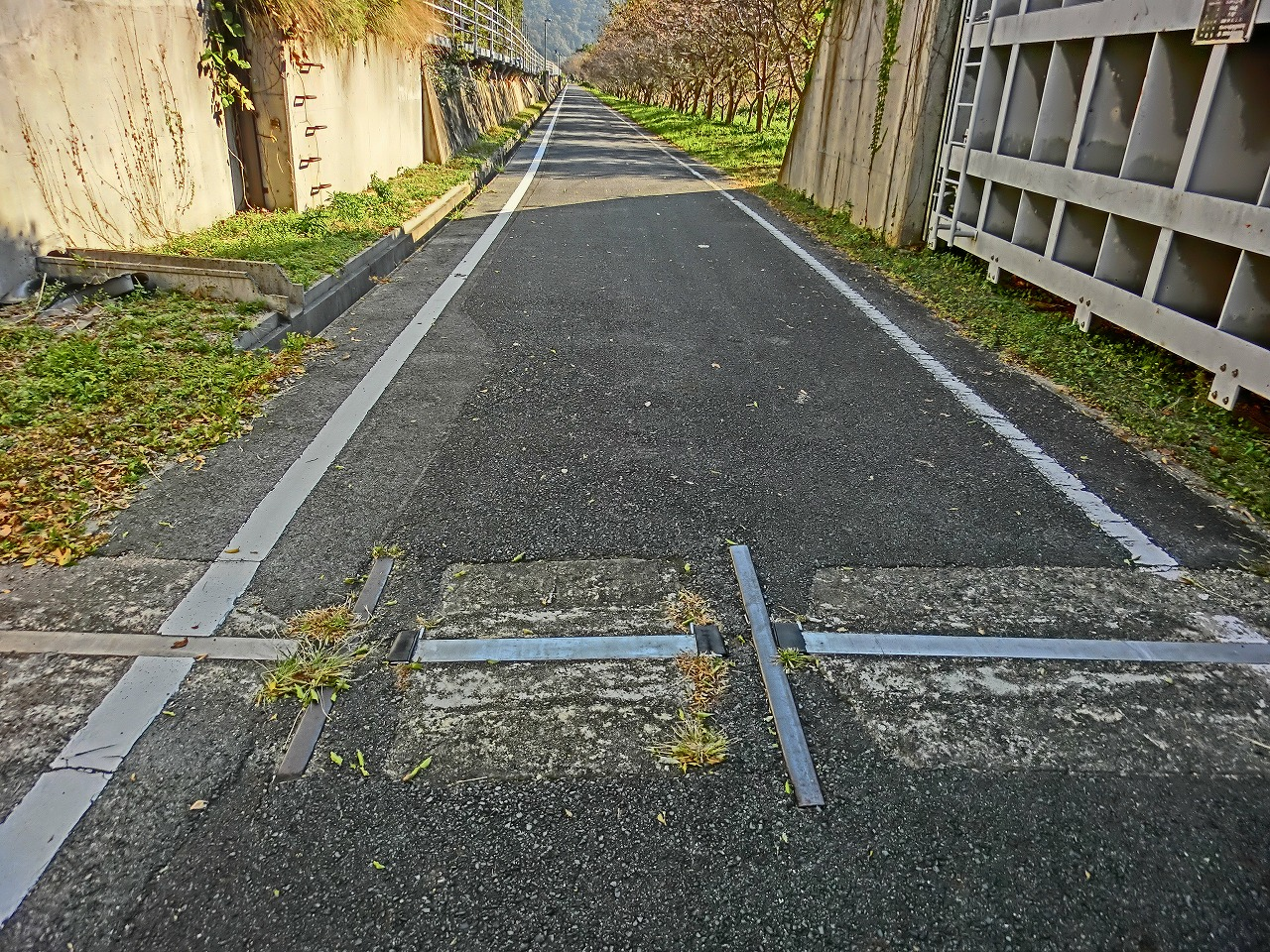
吉井川河川敷に残る同和鉱業片上鉄道線のレールと陸閘門

- JR西日本姫新線（院庄駅 - 東津山駅間で並行）
- JR西日本山陽本線（和気駅 - 万富駅間で並行）
- JR西日本赤穂線（香登駅 - 西大寺駅間で並行）

1991年6月30日まで、和気町 - 柵原町（現・美咲町）間を同和鉱業片上鉄道線が並行していた。廃線跡は現在、サイクリングロード（通称「片鉄ロマン街道」）として整備されている。

### 道路
- 国道179号（鏡野町上齋原～津山市で並行）
- 国道374号（赤磐市吉井～和気町で並行）

## 倉安川
倉安川は吉井川と旭川を結ぶ延長約20km、幅約7mの水路（一級河川）である。1679年（延宝7年）岡山藩藩主の池田光政が津田永忠に命じて開削させた。水運と灌漑の機能を併せ持つ。吉井川側起点の岡山市東区吉井にある倉安川吉井水門は岡山県指定の史跡となっており、閘門が設置されている。